# Markus Nievelstein

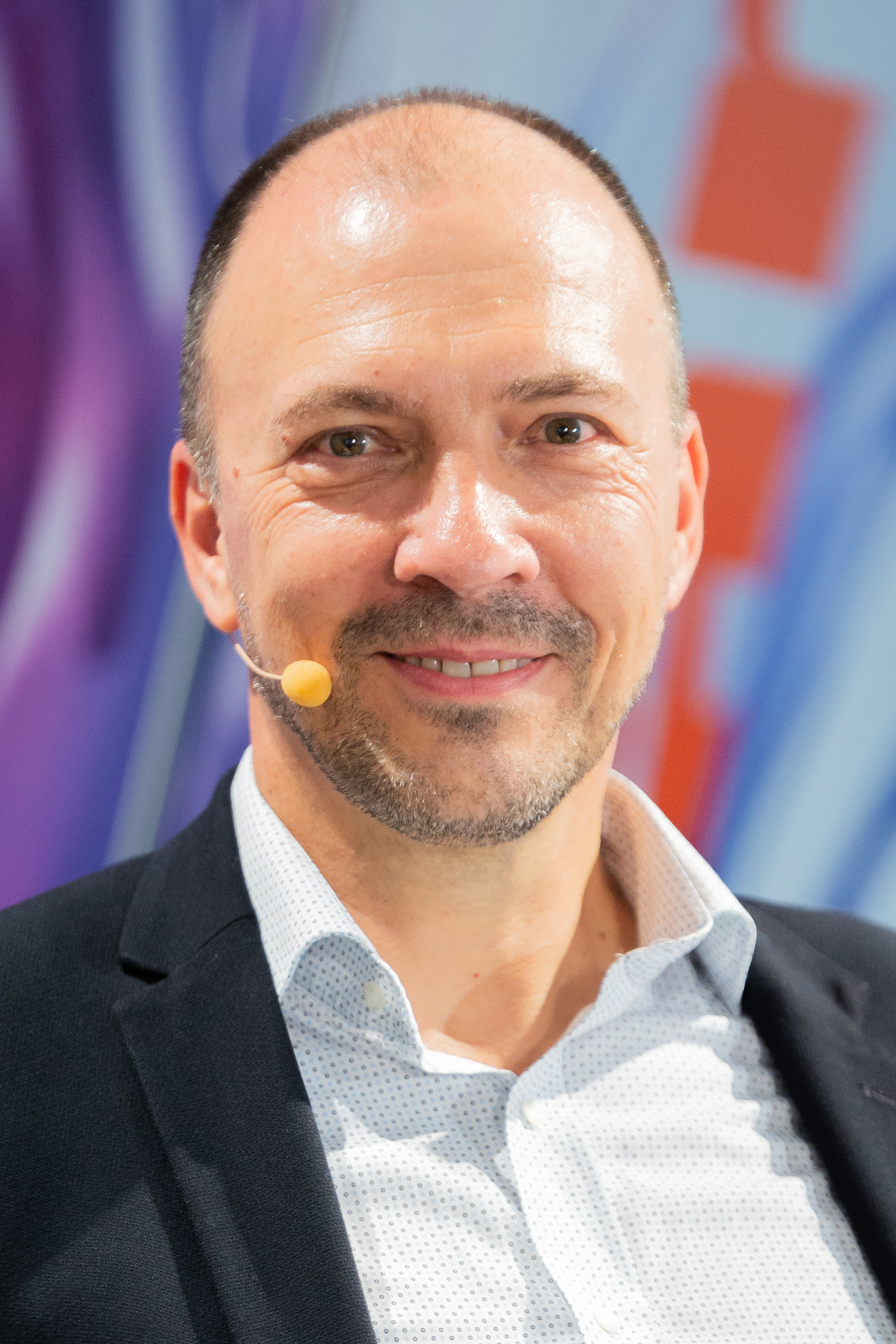
Markus Nievelstein

Markus Nievelstein (* 30. Juni 1961 in Mönchengladbach) ist ein deutscher Journalist und seit 2016 Geschäftsführer von ARTE Deutschland.

## Leben
Nievelstein studierte Politische Wissenschaft, Musikwissenschaft und Geschichte an der Rheinischen Friedrich-Wilhelms-Universität in Bonn (1982 – 1991), Europäische Geschichte an der Université Paris-Sorbonne in Paris (1985 – 1986) und promovierte an der Ruhr-Universität Bochum in dem Fach Wirtschafts- und Sozialgeschichte (1988 – 1991).
Erste journalistische Erfahrungen machte Nievelstein während seiner Schul- und Studienzeit als freier Mitarbeiter für  die Rheinische Post und Der Journalist und anschließend als Reporter und Autor für Hörfunk- und Fernsehprogramme des WDR und des ZDF.
Nievelstein war von 1991 bis 1997 Redakteur der täglichen Fernsehsendungen Aktuelle Stunde, WDR aktuell sowie Hier und Heute für das WDR Fernsehen in Köln und die ARD.
Von 1997 bis 2001 war er Referent des WDR-Fernsehdirektors Jörn Klamroth. Anschließend war Nievelstein von 2001 bis 2012 Programmgruppenleiter Aktuelles Fernsehen.
Nievelstein ist seit der Gründung 1999 im Beirat des Deutschen Fernsehpreises.
2013 wechselte Nievelstein zu Arte GEIE nach Straßburg und war dort bis 2016 Leiter der Hauptabteilung Wissen. Dort war er auch an der Produktion der Fernsehserien Universum und Dokumente, die die Welt bewegen beteiligt.
Seit Dezember 2016 ist er Geschäftsführer von ARTE Deutschland und ARTE-Koordinator der ARD.
Markus Nievelstein ist geschieden und hat zwei Söhne. Er lebt in Baden-Baden. Gero Nievelstein ist sein Bruder.